# Denis Genreau

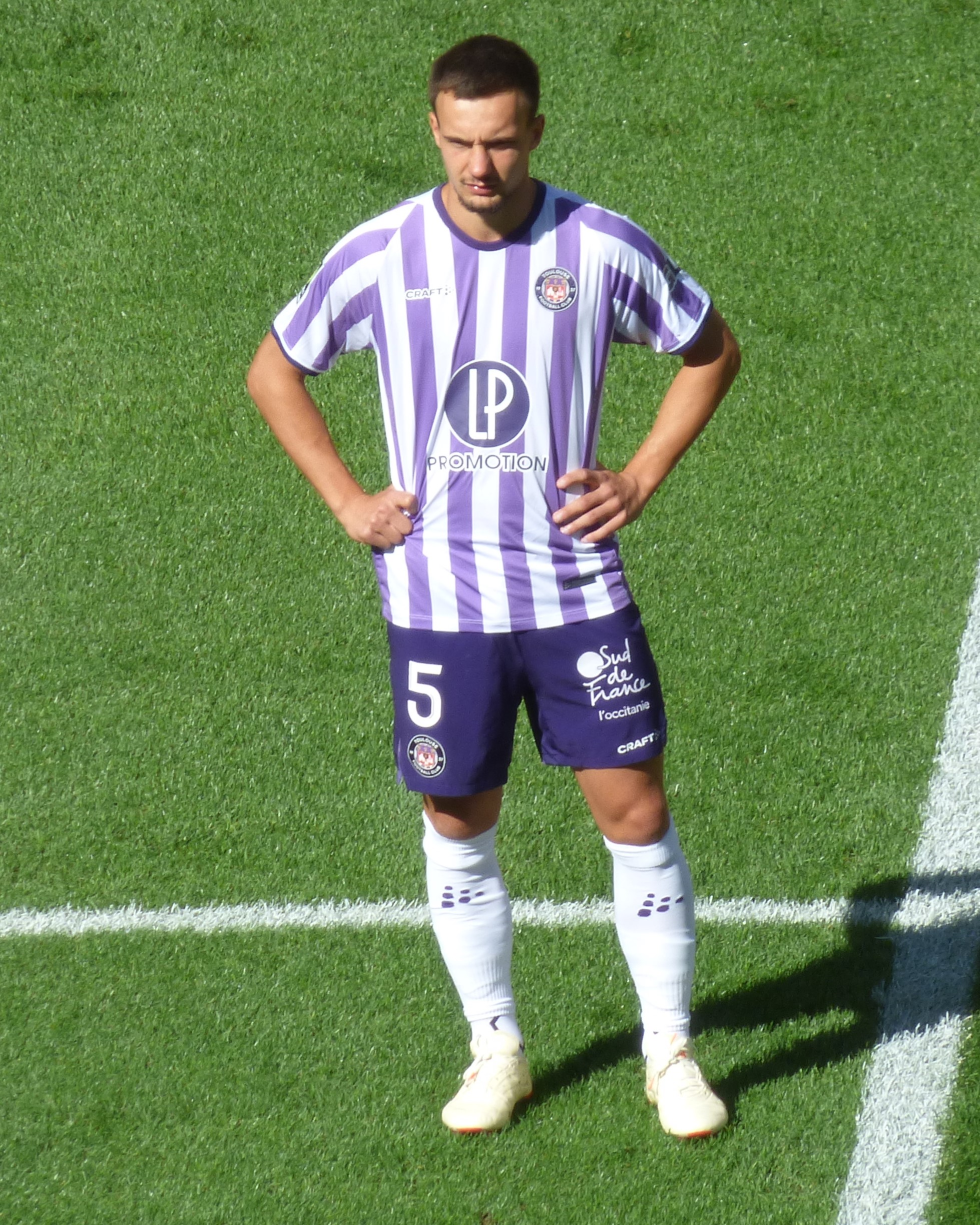
Denis Genreau, 2023

Denis Genreau (* 21. Mai 1999 in Paris, Frankreich) ist ein australischer Fußballspieler französischer Herkunft. Der offensive Mittelfeldspieler steht bei Deportivo La Coruña unter Vertrag und ist australischer A-Nationalspieler.

## Kindheit
Genreaus Eltern verbrachten ihre Flitterwochen in den 1990er-Jahren in Australien. Nachdem sie nach Frankreich zurückgekehrt waren, kam am 21. Mai 1999 Denis in Paris zur Welt; die Familie ging später wieder nach Australien.

## Karriere

### Verein
Denis Genreau begann seine Karriere bei Melbourne City FC (bis 2014 Melbourne Heart) und lief am 27. Dezember 2016 beim 3:3-Unentschieden im Heimspiel gegen Perth Glory erstmals für die erste Mannschaft in der australischen Profiliga A-League auf. In der Saison 2016/17 kam er zu lediglich vier Einsätzen und auch in der Saison 2017/18 lief er in lediglich einer einzigen Partie auf. Im Sommer 2018 wurde Genreau nach Europa in die niederländische Eredivisie an PEC Zwolle verliehen. Der gebürtige Franzose konnte sich in Zwolle in der Provinz Overijssel nicht durchsetzen und absolvierte lediglich zehn von 34 Partien, dabei stand er in sechs davon in der Anfangself. Nach dem Ablauf der Leihe kehrte Denis Genreau zum Melbourne City FC zurück, bei dem er sich im Mittelfeld im Konkurrenzkampf mit Joshua Brillante, Connor Metcalfe, Adrián Luna, Florin Berenguer und Rostyn Griffiths befand. Auch nach seiner Rückkehr aus den Niederlanden konnte er sich keinen Stammplatz erkämpfen und kam zu lediglich sechs Partien. Daraufhin folgte ein Wechsel zu Macarthur FC, wo Genreau nun regelmäßig spielte und zumeist als defensiver Mittelfeldspieler zum Einsatz kam. Dabei stand er in 22 seiner 23 Partien in der Startelf.
Nach einem Jahr bei Macarthur FC wagte Denis Genreau erneut einen Sprung nach Europa und schloss sich in seinem Geburtsland dem Zweitligisten FC Toulouse an. Er kam vor dem 3. Spieltag und verpasste nur dieses Spiel sowie jene am letzten Spieltag. Allerdings war Genreau oftmals nur Einwechselspieler, trug allerdings mit fünf Torbeteiligungen (drei Vorlagen und zwei Treffer) zum Aufstieg in die Ligue 1 bei. Angekommen im Oberhaus, war Genreau weiterhin nicht immer erste Wahl und kam auch wegen eines Pferdekusses zu lediglich 20 Spielen. Sein Verein stand in dieser Saison nicht ein einziges Mal auf einem Abstiegsplatz und schaffte mit Platz 13 den direkten Klassenerhalt. Zudem gewann Toulouse mit einem 5:1-Sieg im Finale gegen Titelverteidiger FC Nantes den Coupe de France, den französischen Pokal. In der darauffolgenden Saison kam Genreau nur auf neun Ligaeinsätze, wobei er seit dem 10. Spieltag – mit Ausnahme eines Kurzeinsatzes am letzten Spieltag – nicht mehr eingesetzt wurde. In der Hinrunde der Saison 2024/25 folgten vor allem weitere Kurzeinsätze. Im Januar 2025 wechselte er schließlich zum spanischen Zweitligisten Deportivo La Coruña.

### Nationalmannschaft
Denis Genreau lief für die australische U23 auf. Mit dieser Mannschaft nahm er 2021 an den Olympischen Spielen 2020 in Tokio teil und schied mit seiner Mannschaft nach der Gruppenphase aus. Dabei kam Genreau in allen drei Partien der Australier zum Einsatz. Am 15. Oktober 2018 stand er beim 4:0-Sieg im Freundschaftsspiel gegen Kuwait erstmals im Kader der australischen A-Nationalmannschaft, kam allerdings nicht zum Einsatz. Am 7. Juni 2021 debütierte Denis Genreau beim 5:1-Sieg im WM-Qualifikationsspiel gegen den Taiwan für die Socceroos.